# Fadom Nowogród Bobrzański
Fadom Nowogród Bobrzański – polski klub piłkarski z siedzibą w Nowogrodzie Bobrzańskim, powstały w 1978 roku z połączenia Błękitnych Krzystkowice i Zielonych Bogaczów. W 2000 roku nastąpiła fuzja z Błękitnymi Stary Kisielin. W sezonie 2014/2015 klub wycofał z rozgrywek zielonogórskiej klasy okręgowej drużynę seniorów. W sezonie 2016/2017 klub został reaktywowany i został zgłoszony do Klasy B, grupy Krosno Odrzańskie.

## Sukcesy
- 8. miejsce w III lidze – 1982/1983
- Puchar Polski OZPN Zielona Góra – 1992/1993
- I runda Pucharu Polski – 1981/1982

## Stadion
Fadom domowe mecze rozgrywa na Stadionie Miejskim przy ul. Fabrycznej w Nowogrodzie Bobrzańskim. Dane techniczne obiektu:
- pojemność: 2000 (76 miejsc siedzących)
- oświetlenie: brak
- wymiary boiska: 116 m x 76 m

## Sezon po sezonie
- 1982/1983 - III liga, grupa: I wielkopolska - 8. miejsce
- 1983/1984 - III liga, grupa: I - 10. miejsce
- 1984/1985 - III liga, grupa: wielkopolska - 11. miejsce
- 1986/1987 - III liga, grupa: wielkopolska - 11. miejsce
- 2001/2002 - Liga okręgowa, grupa: Zielona Góra - 10. miejsce
- 2002/2003 - Liga okręgowa, grupa: Zielona Góra - 1. miejsce
- 2003/2004 - IV liga, grupa: lubuska - 13. miejsce
- 2004/2005 - IV liga, grupa: lubuska - 8. miejsce
- 2005/2006 - IV liga, grupa: lubuska - 2. miejsce
- 2006/2007 - Klasa okręgowa, grupa: Zielona Góra - 1. miejsce
- 2007/2008 - IV liga, grupa: lubuska - 2. miejsce
- 2009/2010 - Klasa A, grupa: Zielona Góra III - 1. miejsce
- 2010/2011 - Klasa okręgowa, grupa: Zielona Góra - 1. miejsce (drużyna zdobyła maksymalną możliwą liczbę punktów (90 w 30 meczach) co jest rekordem Polski w tym sezonie. Klub zrezygnował z awansu do IV ligi i został zdegradowany do klasy B.)
- 2011/2012 - Klasa B, grupa: Zielona Góra - 1. miejsce (maksymalna liczba punktów - 84 w 28 meczach, rekord punktowy polskich klubów piłkarskich, awans do klasy A).
- 2012/2013 - Klasa A, grupa: Zielona Góra III - 1. miejsce
- 2013/2014 - Klasa okręgowa, grupa: Zielona Góra - 3. miejsce (wycofanie po sezonie)
- 2016/2017 - Klasa B, grupa: Krosno Odrzańskie - 1. miejsce
- 2017/2018 - Klasa A, grupa: Zielona Góra II - 6. miejsce
- 2018/2019 - Klasa A, grupa: Zielona Góra II - 12. miejsce
- 2019/2020 - Klasa A, grupa: Zielona Góra II - 3. miejsce (sezon przedwcześnie zakończony po 13 kolejkach)
- 2020/2021 - Klasa A, grupa: Zielona Góra II - 6. miejsce
- 2021/2022 - Klasa A, grupa: Zielona Góra II - 7. miejsce
- 2022/2023 - Klasa A, grupa: Zielona Góra II - 10. miejsce
- 2023/2024 - Klasa B, grupa: Żary - 2. miejsce